# Ronde van Yancheng Coastal Wetlands
De Ronde van Yancheng Coastal Wetlands was een Chinese wielerwedstrijd die tussen 2014 en 2016 jaarlijks werd verreden. De eerste editie was de koers een eendagswedstrijd, de tweede editie een tweedaagse, om de derde editie weer uit één dag te bestaan.

## Lijst van winnaars

### Overwinningen per land
| Overwinningen | Land                        |
| ------------- | --------------------------- |
| 1             | Australië, Italië, Litouwen |

2005 · 
2006 · 
2007 · 
2008 · 
2009 · 
2010 · 
2011 · 
2012 · 
2013 · 
2014 ·
2015 ·
2016 ·
2017 ·
2018 ·
2019 ·
2020 ·
2021 ·
2022 ·
2023 · 
2024 · 
2025
Belangrijkste wedstrijden

Ronde van Hainan · Japan Cup · Ronde van Sharjah · Ronde van het Taihu-meer · Ronde van Fuzhou · Ronde van Dubai · Ronde van Qatar · Ronde van Oman · Ronde van Langkawi · Ronde van Taiwan · Ronde van Iran · Ronde van Japan · Ronde van Korea · Ronde van het Qinghaimeer · Ronde van China I · Ronde van China II · Ronde van Almaty